# Kōichirō Katafuchi
Kōichirō Katafuchi (japanisch 片渕 浩一郎 Katafuchi Kōichirō; * 29. April 1975 in der Präfektur Saga) ist ein ehemaliger japanischer Fußballspieler.

## Karriere
Katafuchi erlernte das Fußballspielen in der Schulmannschaft der Saga Commercial High School und der Universitätsmannschaft der Tokai-Universität. Seinen ersten Vertrag unterschrieb er 1998 bei den Sagan Tosu. Der Verein spielte in der zweithöchsten Liga des Landes, der Japan Football League. Für den Verein absolvierte er 58 Spiele. 2002 wechselte er zum Ligakonkurrenten Albirex Niigata. Für den Verein absolvierte er drei Spiele. Ende 2002 beendete er seine Karriere als Fußballspieler.